# Cephalozia extensa
Cephalozia extensa là một loài rêu tản trong họ Cephaloziaceae. Loài này được (Dumort.) Trevis. miêu tả khoa học lần đầu tiên năm 1877.